# The Line (Arabia Saudita)
The Line (en árabe: ذا لاين; en español: La Línea) es una ecociudad proyectada por el gobierno de Arabia Saudita para empezarse a construir durante el primer trimestre de 2021, cuya principal premisa es que no tenga calles ni coches y, además, haga uso exclusivo de energías limpias.

## Historia
En un marco internacional donde las energías renovables cogían peso, uno de los principales productores mundiales de hidrocarburos, Arabia Saudita, empezó a idear un plan estratégico para diversificar el negocio y empezar a dejar de depender del petróleo. Ese objetivo, junto a otros, formó parte del plan conocido como Saudi Vision 2030. Dicho plan incluía la creación de una zona económica nueva, bautizada como NEOM, proyectada para crearse en el Golfo de Aqaba del Mar Rojo, por su cercanía con las fronteras de Egipto y Jordania. Por otro lado, en 2018, el país saudí era uno de los más contaminantes del mundo, llegando a emitir 624.987 kilotoneladas de CO2.
En enero de 2021, el príncipe de Arabia Saudita, Mohamed bin Salmán, anunció ante los medios la creación de la primera ciudad del país libre de emisiones de dióxido de carbono, con un diseño lineal –de donde proviene su nombre– para evitar que haya calles.

(the city) "It will be powered by 100 percent clean energy, providing pollution-free, healthier and more sustainable environments for residents."
(La ciudad) "Funcionará con energía 100% limpia, proporcionando entornos libres de contaminación, más saludables y más sostenibles para los residentes".
Mohamed bin Salmán (10 de enero de 2021)

El proyecto se empezó a construir el 1 de noviembre de 2022

## Estructura
A lo largo de la historia, a medida que los humanos han necesitado agruparse en cantidades mayores para vivir, relacionarse, protegerse o comerciar, han surgido diferentes morfologías, como el plano ortogonal, plano radioconcéntrico o el plano irregular. Todas ellas, tienen en común una expansión desde su o sus núcleos hacia el exterior. En este caso por eso, una de las principales características es su forma lineal. Concretamente, y con el fin de que crear una ciudad completamente peatonal y sin calles, se decidió hacerla formando una línea totalmente recta a lo largo de 170 km por el desierto, empezando a orillas del Mar Rojo. Esta forma particular, según el mismo príncipe, reduciría también el impacto medioambiental con el entorno, asegurando que «preserva el 95% de la naturaleza».
Otra de las particularidades es el diseño de 3 niveles, empezando por la capa superior peatonal, la primera capa subterránea para los servicios y la segunda y última capa donde se situará la red de transporte de alta velocidad que conectaría tanto de extremo a extremo de la ciudad. Mediante la cuenta oficial del gobierno, se aseguró que en comparación con las morfologías habituales de las ciudades, adoptar la forma rectilínea asegura que sus habitantes no tarden, en transporte ultrarrápido, más de 20 minutos en llegar al punto más alejado de todos, mientras que a su vez, no se tardaría más de 5 minutos a pie de los servicios esenciales.
A lo largo de sus 170 km, The Line cruzará de punta a punta las cuatro zonas ecológicas de la región económica NEOM, las cuales además, marcarán las particularidades y contorno de cada punto de la ciudad dependiendo de la región que cruce. Tocando el Mar Rojo, la primera parte que cruza la ciudad es la zona costera, destacando los complejos de ocios y turismo ligados a las actividades acuáticas y ocio. A partir de ese punto, la ciudad se extiende hasta cruzar la zona desértica, la montañosa inferior y la superior.